# Boinas cafés

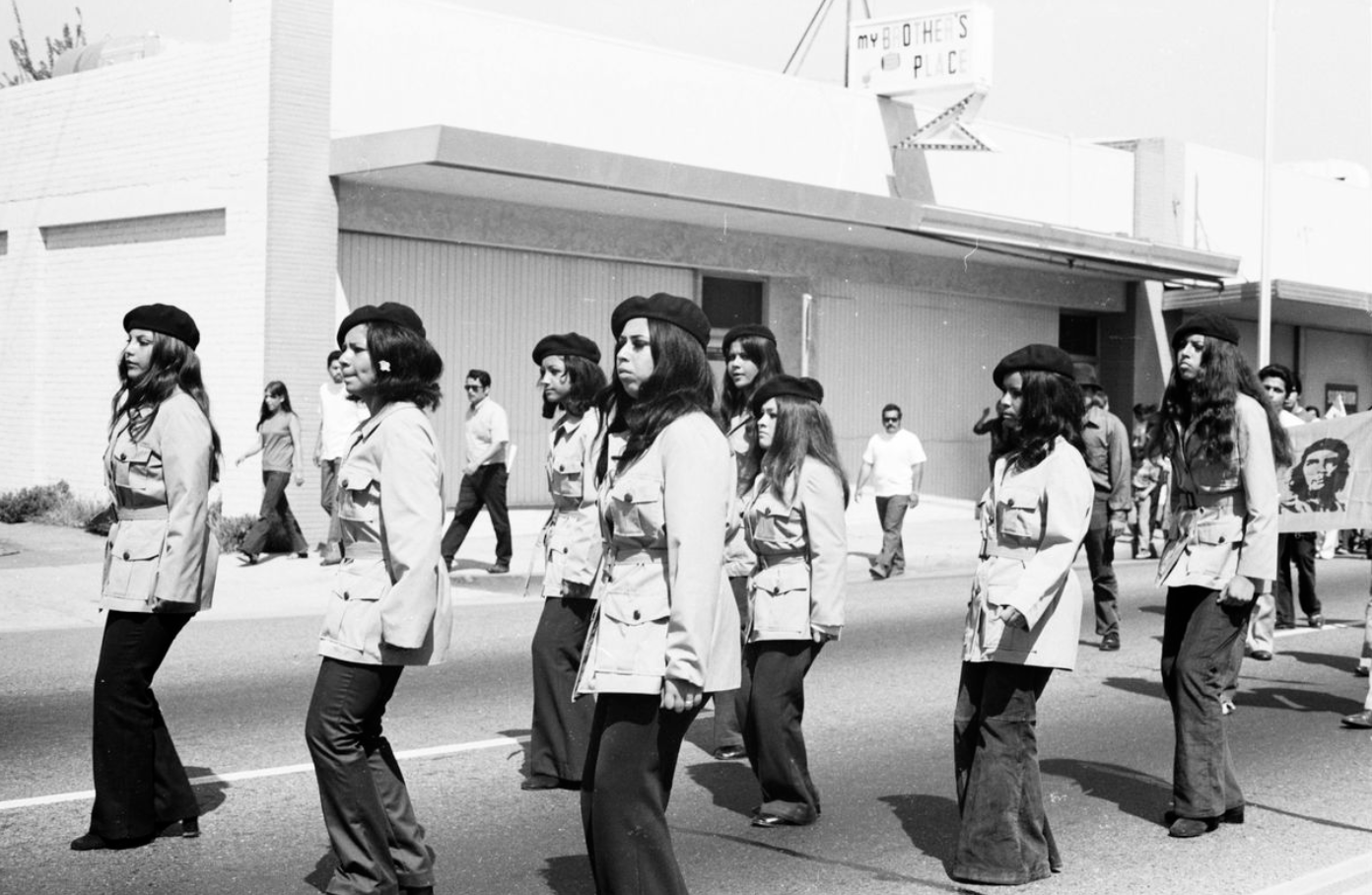
Mujeres con boina marrón marchan al paso, 1970.

Los Boinas Cafés o Gorras Cafés (en inglés Brown Berets) es una organización chicana fundada en 1967 por David Sánchez, expresidente del Consejo Juvenil de la Alcaldía de Los Ángeles. Esta organización fue fundada durante la época del Movimiento por los Derechos Civiles en los Estados Unidos. En la cima de su popularidad el grupo contaba con 5000 miembros.

## Antecedentes
En 1966, como parte de la Conferencia Anual de Estudiantes Chicanos en el condado de Los Ángeles, un grupo de estudiantes de preparatoria, entre los que se encontraban Vickie Castro, Jorge Licón, John Ortiz, David Sánchez, Rachel Ochoa, y Moctesuma Esparza, discutieron diferentes asuntos que afectaban a los chicanos en sus barrios y escuelas. Estos estudiantes formaron poco tiempo después la organización Young Citizens for Community Action, y trabajaron para apoyar la campaña del Dr. Julián Nava para miembro de la Junta de Escuelas de Los Ángeles. El nombre de la organización fue cambiado poco después a Young Chicanos For Community Action, y fundó una cafetería, Piranya Coffee House en 1967.
En septiembre de 1967, la YCCA se reunió con Sal Castro, un veterano de la guerra de Corea y profesor en una escuela preparatoria local. A raíz de este encuentro, el grupo comenzó a usar boinas de color café o marrón oscuro, como un símbolo de unidad y resistencia contra la opresión. A partir de ese momento, a la organización se le conocería como Brown Berets, y comenzaría a luchar en contra del hostigamiento policial, la falta de representación política, la guerra de Vietnam, y los planes de educación y escuelas públicas inadecuados. El público comenzó a ver a los Boinas Cafés como el equivalente chicano de los Panteras Negras.

## Objetivos
El objetivo principal de los Boinas Cafés era completar los ideales plasmados en lo que ellos denominaban "El Plan Espiritual de Aztlán", que implicaba controlar, o por lo menos hacer valer su opinión, en las políticas de las instituciones que afectaban a los chicanos: escuelas, policía, seguridad social, e inmigración. Como una organización orientada más hacia los hechos que a las palabras, los Boinas Cafés participaron en la organización de marchas (blowouts o walkouts) de estudiantes de preparatoria y universitarios en la parte este de Los Ángeles del 1 de marzo de 1968, así como otras acciones locales en el sur de California, convocadas para mostrarle al público en general la opresión y el racismo que prevalecían sobre los chicanos. Al mismo tiempo, los Boinas Cafés se involucraron en asuntos comunitarios como el desempleo, construcción, alimentación y educación. Eleazar Risco, miembro de la organización, comenzó a publicar "La Causa", foro desde el cual los Boinas Cafés pudieron divulgar los problemas que se padecían en los barrios del este de Los Ángeles. En 1969, Gloria Arellanes y Andrea Sánchez iniciaron un programa de desayunos y clínicas médicas gratuitos

## La Ocupación de Santa Catalina
El 31 de agosto de 1972, 26 Boinas Cafés ocuparon simbólicamente la Isla Santa Catalina, basándose en una interpretación muy particular del Tratado de Guadalupe Hidalgo, en el cual no se menciona ninguna de las nueve islas frente a las costas de California, directamente o como referencia; por lo cual, amparados por ésta ambigüedad, se supone que éstas siguen bajo soberanía mexicana. El 30 de agosto ,25 hombres y una mujer volaron a la isla, se hospedaron en el Motel Waikiki, alquilaron un jeep, y se dirigieron a la cima de la colina detrás de Avalon Harbor. A las 9 de la mañana en punto izaron una bandera mexicana: Campo Tecolote había sido establecido. Los Boinas Cafés no llevaban armas pero permanecieron en formación, vestidos a la usanza militar. Esa mañana algunos residentes se vieron confundidos por los acontecimientos, incluso creyendo que la isla había sido invadida por México. El alcalde del pueblo, Raymond Rydell, había tratado con los Boinas Cafés anteriormente, cuando era viceconsejero en el sistema de Colegios Estatales de California, e instruyó al comisario para que los dejara en paz mientras no causaran problemas. El presidente de la Santa Catalina Island Company simpatizaba con los muchachos, y les envió bebidas y alimentos. La ocupación duró 24 días, durante los cuales el Campo Tecolote se convirtió en una especie de atracción turística.

## Fin de la organización original
Los Boinas Cafés no creían realmente que podrían reconquistar la isla para México, sino más bien proveer un foro para discutir los problemas entre los mexicano-estadounidenses sobre su estatus de pueblo colonizado. Según la organización, los Estados Unidos estaban ocupando de manera ilegal no sólo la isla de Santa Catalina, sino todo el sudoeste del país; los mexicano-estadounidenses, decían, eran gente colonizada y víctima de una guerra injusta.
La ocupación de Santa Catalina terminó el 23 de septiembre, cuando el ayuntamiento de la ciudad decidió ejercer una disposición local sobre campamentos, amenazando con encarcelar a quienes no abandonaran el campamento. Los Boinas Cafés se marcharon, no sin antes afirmar que regresarían a ocupar otras islas en un futuro cercano y a realizar más investigación legal. Sin embargo, para este tiempo, la organización había sido debilitada por conflictos internos e infiltración policíaca. La organización fue disuelta, aunque no todos los miembros la abandonaron.